# Connie Corleone
Constanzia Corleone (fostă Connie Corleone-Rizzi, d. 30 decembrie 1998) este un personaj fictiv din romanul Nașul al lui Mario Puzo. În ecranizări Connie este interpretată de Talia Shire, sora regizorului Francis Ford Coppola.